# 보나 (1995년)
보나(본명: 김지연, 1995년 8월 19일~)는 대한민국의 가수이자 배우이며, 걸 그룹 우주소녀의 센터와 서브보컬과 리드댄서를 맡고 있다.

## 학력
- 대구남송초등학교(졸업)
- 송현여자중학교(졸업)
- 동국대학교 사범대학 부속여자고등학교(졸업)

## 연기 활동
2017년 6월 KBS 2TV 예능드라마 《최고의 한방》에서 엔터테인먼트 스타펀치의 연습생 도혜리 역으로 배우로 데뷔하였고,
같은 해 9월 KBS 2TV 월화드라마 《란제리 소녀시대》에서 완구공장을 하는 집안의 둘째 딸 이정희 역으로 출연했다.
2018년 KBS2 드라마 《라디오 로맨스》에 제이 역으로 특별출연했으며 이후 7월부터 방영한 동명의 웹툰을 원작으로 한 KBS2 수목드라마 《당신의 하우스헬퍼》에서 극중 광고회사 인턴 임다영 역을 맡았으며
2020년 KBS2 주말드라마 《오! 삼광빌라!》의 이해든 역을 맡았었다.
2022년 tvN 드라마 《스물다섯 스물하나》에서 올림픽 금메달 리스트 고유림 역을 맡았다.
2023년 MBC 드라마 사극 《조선변호사》 의 女주인공 이연주 역을 맡았다.
2024년 공개예정인 TVING 드라마 《피라미드 게임》 주인공 성수지역을 맡았다.

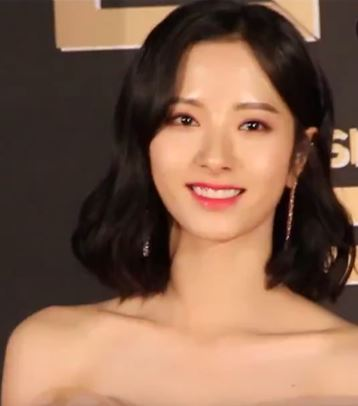
'2017 KBS 연기대상'에서 보나

## 출연 작품

### 드라마
| 연도 | 방송사 | 제목              | 역할   | 비고     |
| ---- | ------ | ----------------- | ------ | -------- |
| 2017 | KBS2   | 최고의 한방       | 도혜리 |          |
| 2017 | KBS2   | 란제리 소녀시대   | 이정희 |          |
| 2018 | KBS2   | 라디오 로맨스     | 제이   | 특별출연 |
| 2018 | KBS2   | 당신의 하우스헬퍼 | 임다영 |          |
| 2020 | KBS2   | 오! 삼광빌라!     | 이해든 |          |
| 2022 | tvN    | 스물다섯 스물하나 | 고유림 |          |
| 2023 | MBC    | 조선변호사        | 이연주 |          |
| 2024 | TVING  | 피라미드 게임     | 성수지 |          |
| 2025 | SBS    | 귀궁              | 여리   | 16부작   |

### 예능
- 2018년 SBS 《정글의 법칙》 in 북마리아나
- 2018년 KBS2 《해피투게더》 - 게스트
- 2019년 MBC 《라디오 스타》 - 게스트
- 2019년 SBS 《런닝맨》 - 게스트(with 장희진, 김재영) 445회 (3월 31일) & 446회 (4월 7일)
- 2020년 JTBC 《아는 형님》 - 게스트(with 김혜윤, 김강훈, 로운&찬희)
- 2022년 MBC 《라디오 스타》 - 게스트
- 2022년 Mnet 《퀸덤 2》

### 진행
| 방송사 | 제목         | 날짜             | 역할      |
| ------ | ------------ | ---------------- | --------- |
| Mnet   | 엠카운트다운 | 2017년 7월 27일  | 스페셜 MC |
| KBS    | 뮤직뱅크     | 2018년 10월 5일  | 스페셜 MC |
| Mnet   | 엠카운트다운 | 2018년 10월 18일 | 스페셜 MC |
| Mnet   | 엠카운트다운 | 2019년 2월 14일  | 스페셜 MC |

## CF
| 연도 | 품목     | 기업명         | 브랜드명          | 공동출연 |
| ---- | -------- | -------------- | ----------------- | -------- |
| 2018 | 화장품   | 더샘인터내셔날 | 더샘 더마 플랜    | 연우     |
| 2021 | 렌터카   | 그린카         | 그린카            | 여진구   |
| 2022 | 식품     | 서울우유       | 비요뜨            |          |
| 2022 | 패션잡화 | 에이유커머스   | 락피쉬웨더웨어    |          |
| 2022 | 게임     | 웹젠           | R2M               |          |
| 2022 | 화장품   | 시슬리         | 시슬리            |          |
| 2022 | 캐쥬얼   | 아르마니       | 엠포리오 아르마니 |          |
| 2023 | 생수     | 롯데칠성음료   | 에비앙            |          |

## 뮤직 비디오
- 2018년 케이윌 《너란 별》

### 홍보 대사
| 연도   | 경력                          |
| ------ | ----------------------------- |
| 2017년 | - 제21회 시카프 2017 홍보대사 |

## 수상 및 후보
| 연도 | 시상식                          | 부문                   | 작품                         | 결과 |
| ---- | ------------------------------- | ---------------------- | ---------------------------- | ---- |
| 2017 | KBS 연기대상                    | 여자 신인상            | 최고의 한방, 란제리 소녀시대 | 후보 |
| 2017 | KBS 연기대상                    | 여자 연작 · 단막극상   | 란제리 소녀시대              | 후보 |
| 2018 | 2019 대한민국 퍼스트브랜드 대상 | 여자연기돌 부문        | 빈칸                         | 수상 |
| 2019 | 제14회 숨피 어워즈              | 최고의 아이돌 배우상   | 라디오 로맨스                | 후보 |
| 2020 | KBS 연기대상                    | 여자 신인상            | 오! 삼광빌라!                | 수상 |
| 2022 | 코리아드라마어워즈              | 여자 신인상            | 스물다섯 스물하나            | 수상 |
| 2022 | 아시아 아티스트 어워즈          | 베스트 액팅 퍼포먼스상 | 스물다섯 스물하나            | 수상 |